# Lonchaea nigrociliata
Lonchaea nigrociliata är en tvåvingeart som beskrevs av Malloch 1920. Lonchaea nigrociliata ingår i släktet Lonchaea och familjen stjärtflugor.
Artens utbredningsområde är Maine. Inga underarter finns listade i Catalogue of Life.